# Pikkelyestönkű pókhálósgomba
A pikkelyestönkű pókhálósgomba (Cortinarius spilomeus) a pókhálósgombafélék családjába tartozó, Európa és Észak-Amerika fenyveseiben és lomberdeiben honos, nem ehető gombafaj.

## Megjelenése
A pikkelyestönkű pókhálósgomba kalapja 2-6 cm széles, eleinte félgömb alakú, majd domborúan, idősen laposan kiterül, közepén néha széles púppal. Felszíne tapadós, szárazon selymes-szálas. Kissé higrofán: színe nedvesen lilásszürke vagy szürkésbarna, megszáradva szürkésokker. Szélén burokmaradványok lehetnek. 
Húsa fehéres, krémszínű vagy szürkésbarnás, a tönk csúcsán szürkéslilás. Szaga gyenge, íze nem jellegzetes. 
Sűrű lemezei tönkhöz nőttek. Színük fiatalon barnáslilás, éretten rozsdabarna. A fiatal lemezeket pókhálószerű, fehéres-szürkéslilás kortina védi.
Tönkje 4-8 cm magas és 0,4-1 cm vastag. Alakja hengeres vagy kissé bunkós. Színe fehéres, fiatalon csúcsán lilás. Felszíne szálas, a spóráktól vörösbarnán elszíneződő pikkelyszerű vagy sávos burokmaradványok lehetnek rajta. 
Spórapora rozsdabarna. Spórája majdnem kerek vagy széles ellipszis alakú, finoman szemölcsös, mérete 6,5-8,5 x 5,5-6,5 µm.

### Hasonló fajok
A lilás pókhálósgomba, a bíborlila pókhálósgomba vagy a kék pókhálósgomba hasonlíthat hozzá.

## Elterjedése és termőhelye
Európában és Észak-Amerikában honos. 
Főleg fenyvesekben, néha lomberdőkben (leginkább nyír alatt) található meg. Augusztustól októberig terem.

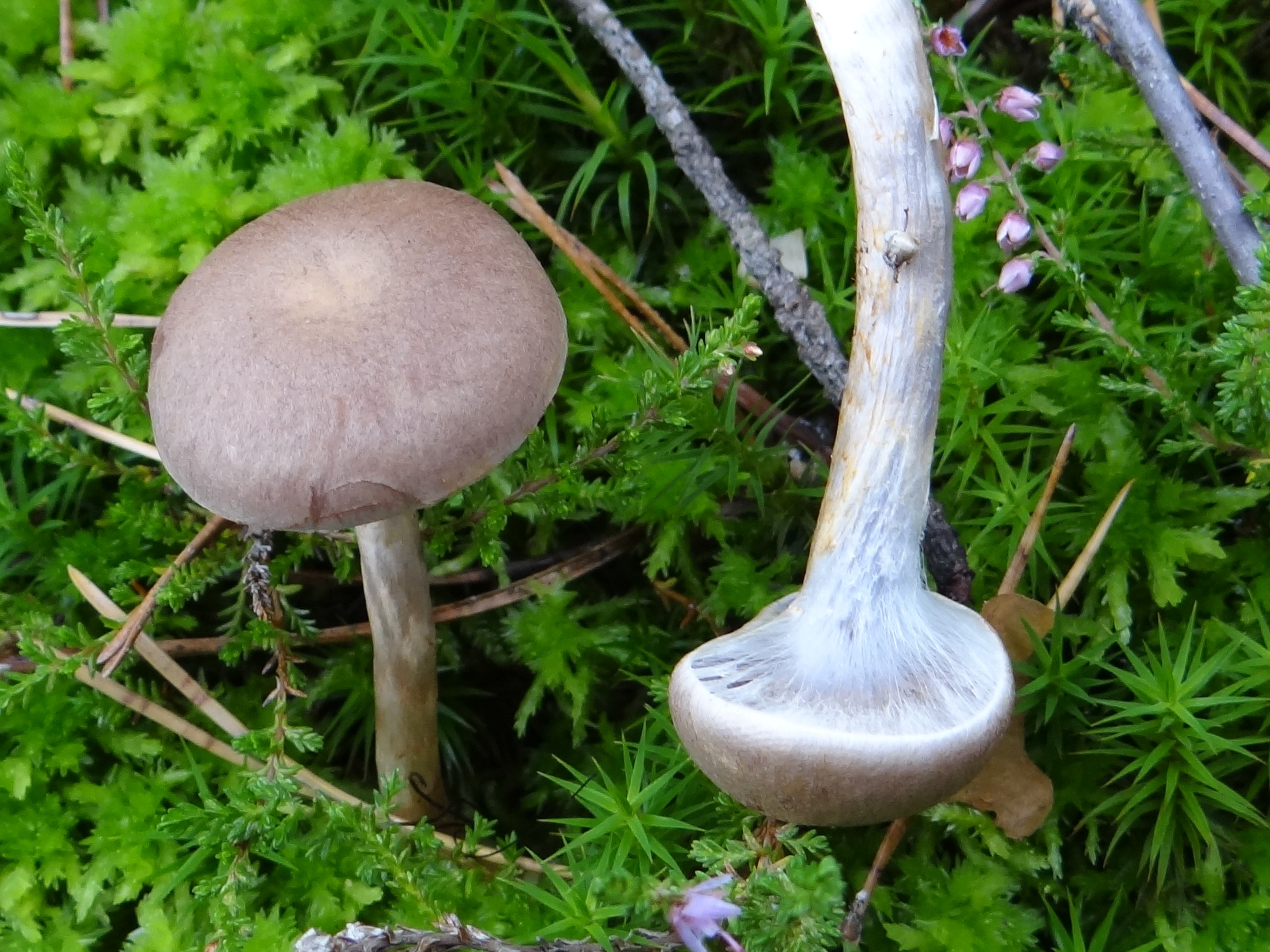
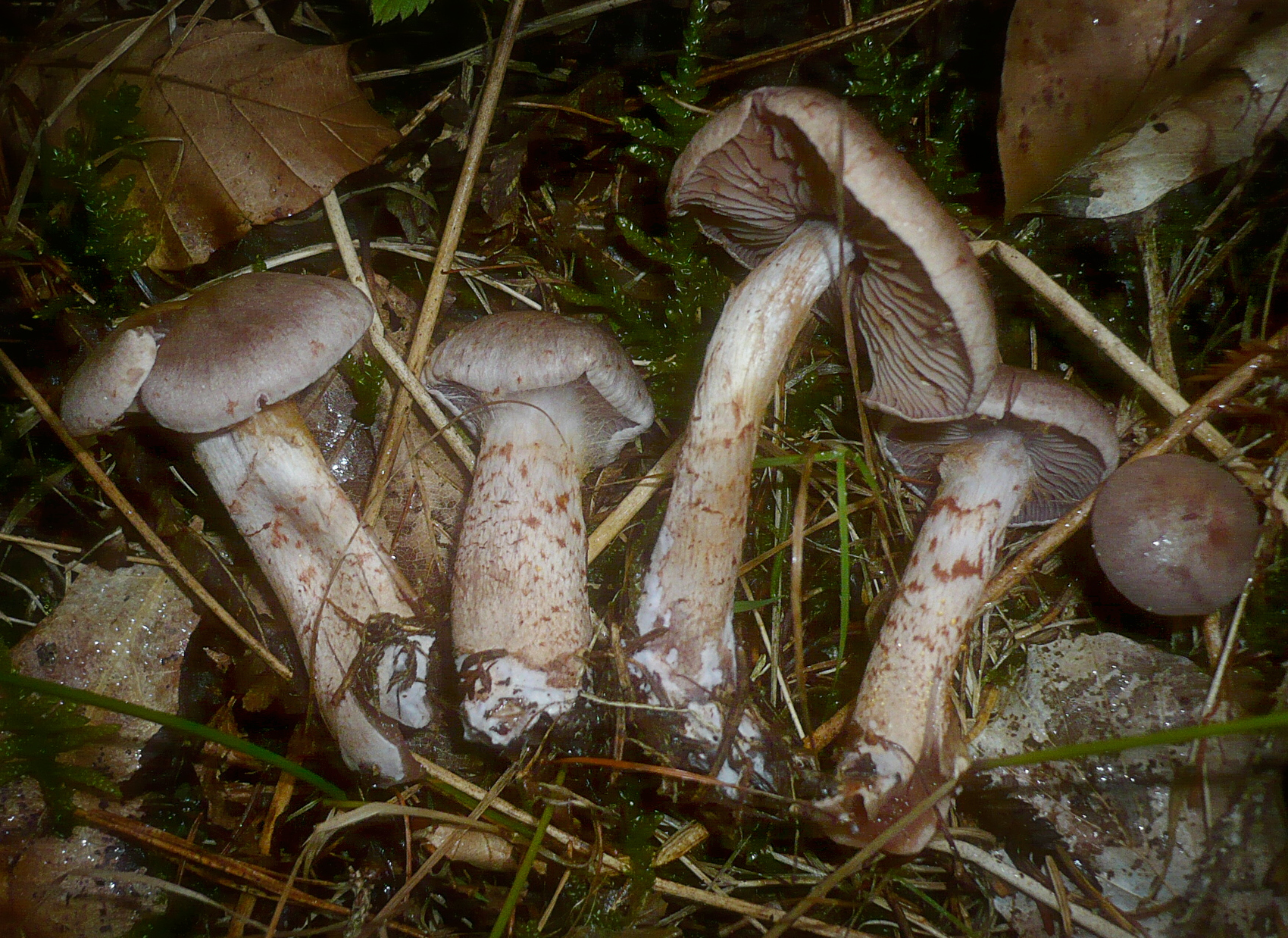
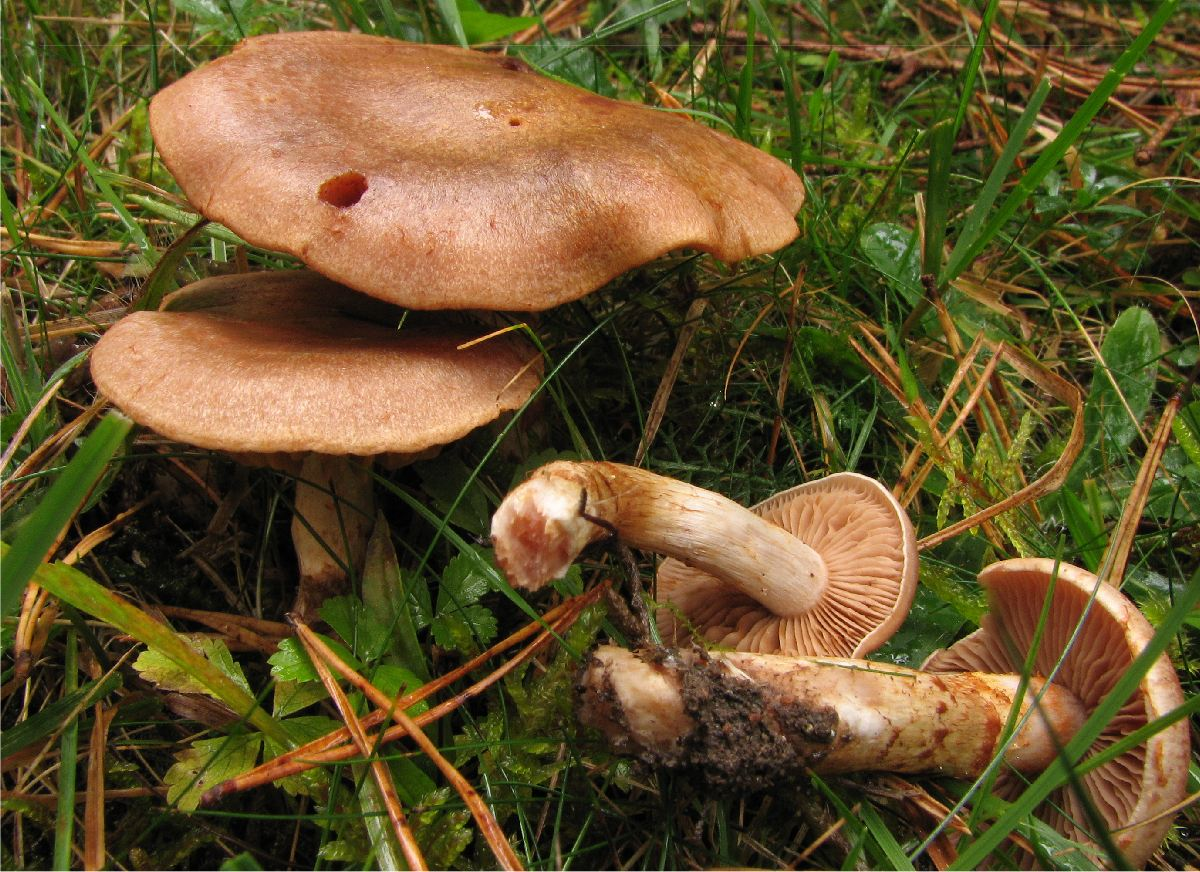
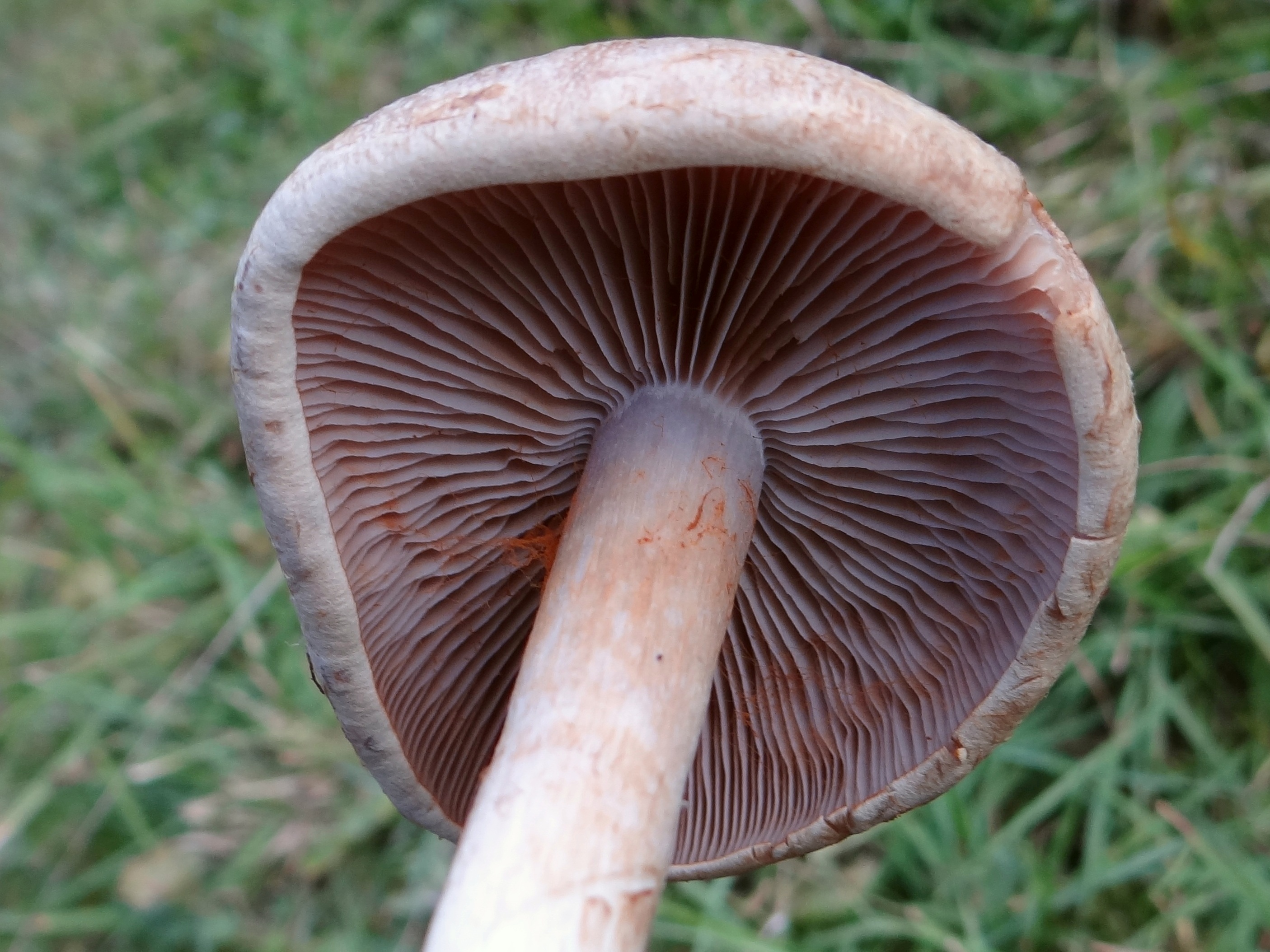
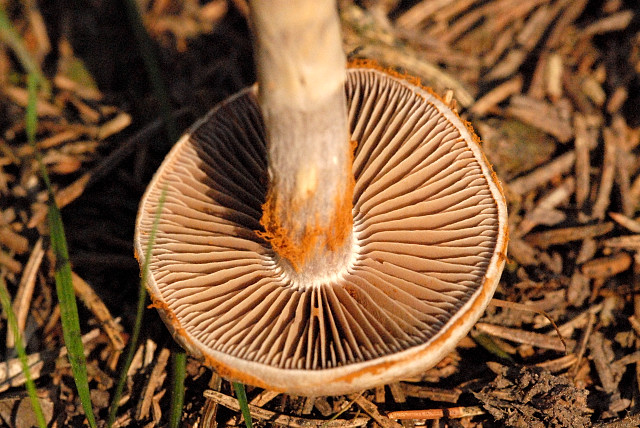

Nem ehető.